# Hypsioma attalia
Hypsioma attalia är en skalbaggsart som beskrevs av Dillon 1945. Hypsioma attalia ingår i släktet Hypsioma och familjen långhorningar. Inga underarter finns listade i Catalogue of Life.